# Parnay (Maine e Loira)
Parnay è un comune francese di 494 abitanti situato nel dipartimento del Maine e Loira nella regione dei Paesi della Loira.

## Società

### Evoluzione demografica
Abitanti censiti